# Cartan (cratère)
Pour les articles homonymes, voir Cartan.
Cartan est un petit cratère lunaire situé sur le bord oriental de la face visible de la Lune. Il se trouve à l'ouest du cratère Apollonius. Le rebord est circulaire avec un petit cratère le long du côté oriental. Un cratère plus petit est rattaché à la bordure sud et lui-même est également rattaché à la bordure nord du cratère satellite "Apollonius H", formant une chaîne de petits cratères.  
En 1976, l'Union astronomique internationale a donné le nom du mathématicien français Élie Cartan, à ce cratère lunaire qui était dénommé "Apollonius D" jusqu'à cette date.